# Синицкий, Виктор Павлович
Виктор Павлович Сини́цкий (род. 10 января 1967) — герой Советского Союза, участник афганской войны, младший сержант, механик-водитель боевой машины разминирования.

## Биография
После окончания средней школы в 1984 году работал в колхозе «Перемога» Бердянского района Запорожской области УССР, затем в строительном управлении города Бердянска.
В Советской Армии с осени 1985 года. Военную службу проходил в 40-й армии Туркестанского военного округа в составе ограниченного контингента советских войск в Афганистане механиком-водителем боевой машины разминирования в 45-м отдельном инженерно-сапёрном полку, дислоцированном в городе Чарикар. За время боевых действий, при разминировании местности, ему приходилось неоднократно совершать на своей боевой машине самоподрывы, обеспечивая безопасность прохождения колонн авто- и бронетехники.
В марте 1987 года, действуя в составе армейского отряда обеспечения, прокладывал путь для прохода частей 40-й армии, выдвигавшихся в район Алихель (Чарикар провинции Парван), где в то время проводилась операция по уничтожению баз и складов душманов. В ходе продвижения под его машиной разорвалось 6 мин, в результате чего он был контужен. Несмотря на приказ командиpa, не покинул боевую машину, посчитав, что если на его место посадят молодого механика-водителя, то тот не сможет выполнить задачу, а он знает дорогу и обеспечит проход. Когда задача была выполнена, В. Синицкого в бессознательном состоянии доставили в медпункт.
За этот подвиг Указом Президиума Верховного Совета СССР от 5 мая 1988 он был удостоен звания Героя Советского Союза.
После демобилизации в 1987 году жил и работал в Бердянске (Запорожская область).

## Награды
- медаль «Золотая Звезда»;
- орден Ленина;
- медаль «За отвагу»;
- медаль «За боевые заслуги»;
- Грамота Президиума Верховного Совета СССР воину-интернационалисту;
- почётный гражданин Бердянска (2004)[1].
- За особые заслуги перед Родиной Указом Президента Украины от 12.10.2004 года В. П. Синицкому назначена пожизненная государственная стипендия[2].